# 国際連合安全保障理事会決議237
国際連合安全保障理事会決議237（こくさいれんごうあんぜんほしょうりじかいけつぎ237、英: United Nations Security Council Resolution 237）は、1967年6月14日に国際連合安全保障理事会で採択された決議である。第三次中東戦争に関係する。
第三次中東戦争の終結後、安保理はイスラエルに対して戦闘が行われた地域の住民の安全と福祉を保証し、避難した住民の帰還を促すように要求した。
さらに、決議において、当事国に対してジュネーヴ第3条約における捕虜の取り扱いとジュネーヴ第4条約における戦時中の文民の保護に関する人道主義の原則を尊重するように求め、国際連合事務総長ウ・タントに対して効果的な実施を後押しし折り返し報告するように要求した。